# 호타 층군
호타 층군은 지바현 보소반도 남부에 분포하는 해성층이다. 제3기 중신세의 해성층으로, 보소반도 남부 미네오카 층군 주위에 동서방향으로 분포한다. 하부의 미네오카 층군과는 단층으로 접하며, 상부의 미우라 층군과는 부정합을 이룬다. 일반적으로 급경사이며, 습곡과 단층에 의해 복잡한 구조이다. 하부에서부터 마스마층, 아오키야마층, 도야마층, 고테츠층으로 구분된다. 마스마 층은 이암이 주를 이루며 응회암・사암이 복잡하게 끼어 있다. 아오키야마 층은 이암으로 구성되어 있다. 도야마 층은 사암과 이암층이 겹쳐져 나타나며, 서부에서는 역암층이 끼어있다. 고테츠 층은 이암이 주를 이룬다.

## 참고 문헌
- 地学団体研究会 編 『新版 地学事典』平凡社, 1996년. ISBN 4-582-11506-3